# أوليفر باركس
أوليفر باركس (بالإنجليزية: Oliver Parks)‏ هو طيار أمريكي، ولد في 10 يونيو 1899، وتوفي في 28 فبراير 1985.